# Life/Drawing
Life/Drawing es una película estadounidense de comedia y romance de 2000, dirigida por Dan Bootzin, que a su vez la escribió junto a Elizabeth Rivera Bootzin, musicalizada por Johannes Hammers, en la fotografía estuvo Denise Brassard y los protagonistas son Mark Ruffalo, Beth Ulrich y Alan Gelfant, entre otros. El filme fue realizado por Six Feet Under Films y se estrenó el 14 de mayo de 2000.

## Sinopsis
Trata acerca de un artista de Los Ángeles al cual se le complicó la vida, su exposición de arte fue cancelada y además su novia le puso fin a la relación.